# Strathocles pulla
Strathocles pulla là một loài bướm đêm trong họ Noctuidae.